# دين كورنويل
دين كورنويل (بالإنجليزية: Dean Cornwell)‏ هو رسام كارتون ورسام توضيحي ورسام أمريكي، ولد في 5 مارس 1892 في لويفيل في الولايات المتحدة، وتوفي في 4 ديسمبر 1960 في نيويورك في الولايات المتحدة.